# Pierre Pratviel
Pierre Henry Pratviel (* 28. September 1868 in Bordeaux; † 7. Dezember 1953 ebenda) war ein französischer Turner.

## Leben
Pierre Pratviel turnte für den Verein Société de Gymnastique La Bastidienne aus Bordeaux. Bei den Olympischen Sommerspielen 1900 in Paris belegte er in dem als „Championnat International de Gymnastique“ bezeichneten Einzelmehrkampf den 40. Platz.